# Furie

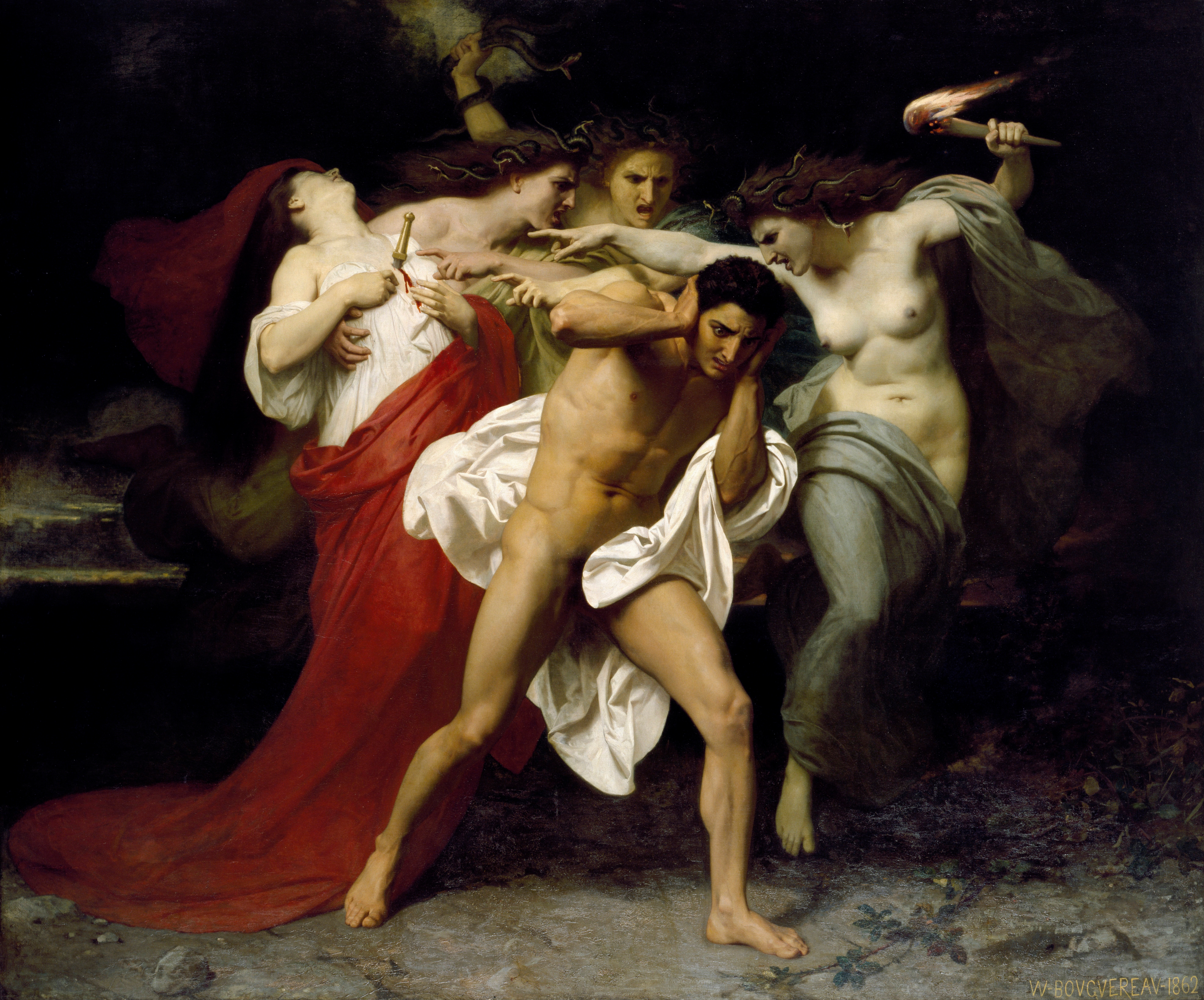
Orestes ścigany przez Furie, William-Adolphe Bouguereau

Furie – w mitologii rzymskiej bóstwa chtoniczne, demony świata podziemnego, wzorowane na podobnych bóstwach etruskich. Z czasem utożsamione z greckimi boginiami zemsty, eryniami.